# Saccharum alopecuroides
Saccharum alopecuroides là một loài thực vật có hoa trong họ Hòa thảo. Loài này được (L.) Nutt. miêu tả khoa học đầu tiên năm 1818.